# Birkeland (cràter)
Birkeland és un cràter d'impacte que es troba a l'hemisferi sud de la cara oculta de la Lluna. Aquest cràter s'uneix a la cintura central de la formació del cràter Van de Graaff de fisonomia estranya, i en part pot explicar la forma semblant a la d'un nombre «8». Al sud-est hi ha la gran plana emmurallada del cràter Leibnitz.

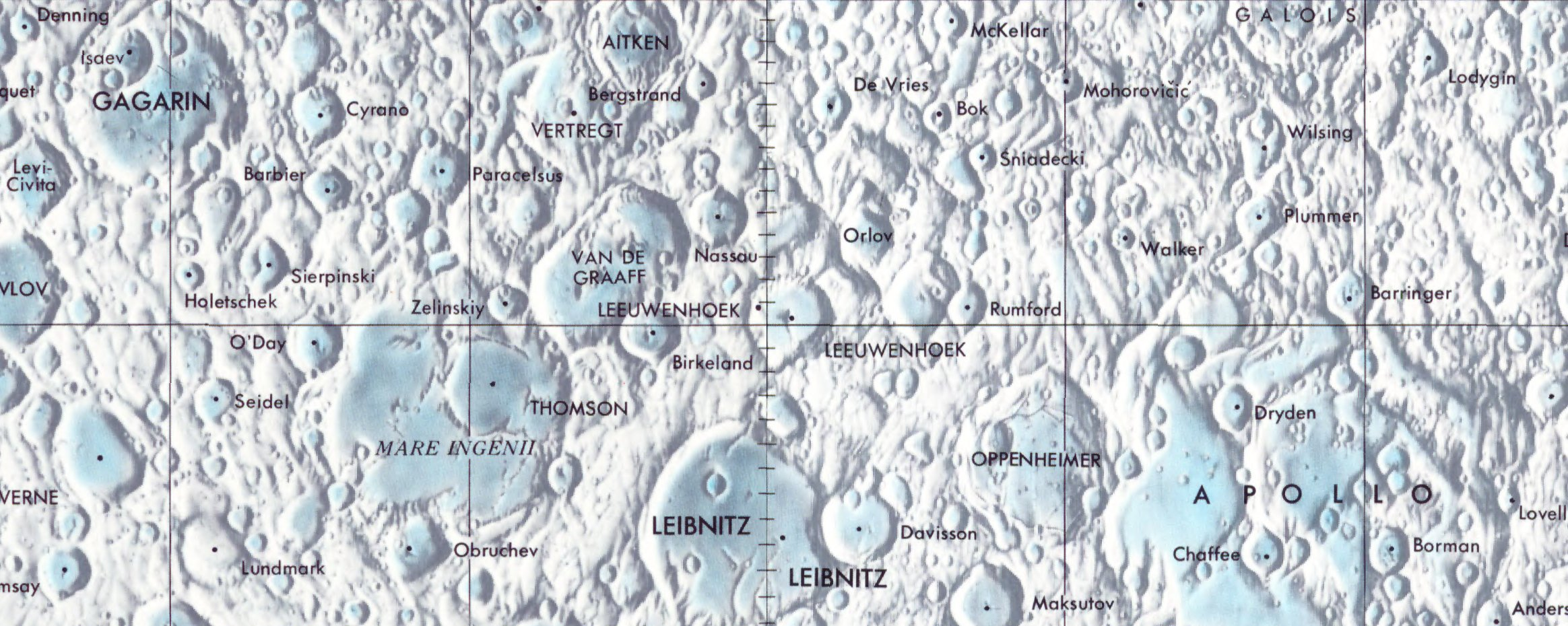
Localització de Birkeland (centre de la imatge)
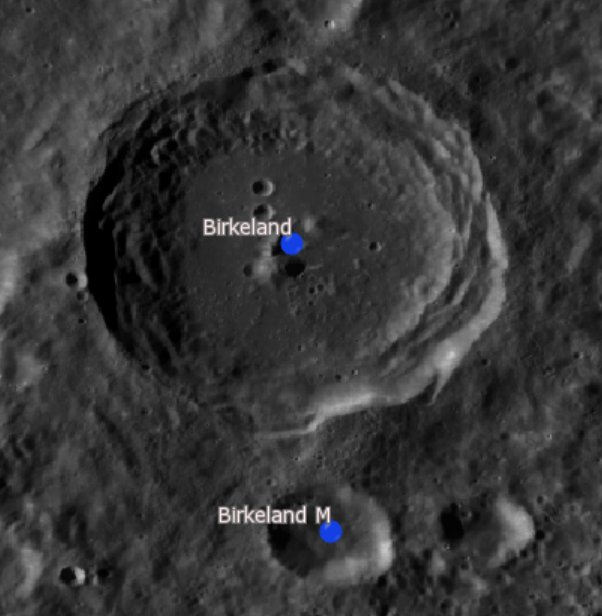
Cràters satèl·lit
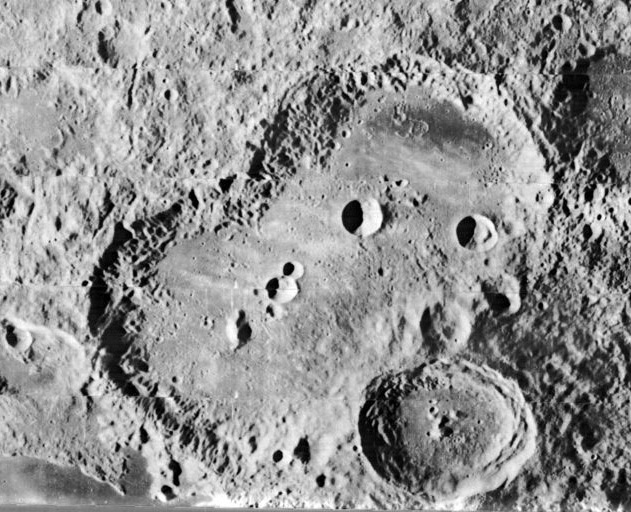
Cràters Van de Graaff i Birkeland. Imatge de la missió Lunar Orbiter 2

Aquest cràter no s'ha erosionat significativament, i la vora exterior està ben definida, amb parets aterrassades interiors voltant d'una gran plataforma interior. El contorn té una lleugera protuberància cap a l'interior al llarg de la banda nord, on s'uneix a la formació de Van de Graaff. El sòl interior és relativament pla, excepte al sud-est on hi ha alguna zona de terreny aspre. Presenta una formació central amb un pic en el punt mig.

## Cràters satèl·lit
Per convenció aquests elements són identificats en els mapes lunars posant la lletra en el costat del punt central del cràter que està més proper a Birkeland.
| Birkeland | Coordenades                            | Diàmetre |
| --------- | -------------------------------------- | -------- |
| M         | 32° 00′ S, 174° 06′ E / 32.0°S,174.1°E | 23 km    |